# Sportovní hry Rady Perského zálivu 2022
Sportovní hry Rady Perského zálivu 2022 byly třetím ročníkem multisportovní akce pro země Rady pro spolupráci v Zálivu. Konaly se v Kuvajtu, od 16. do 31. května 2022. Celkem se jich zúčastnilo více než 1500 sportovců a 500 funkcionářů v 16 sportech. Poprvé se představily i ženy, které startovaly v šesti sportech (atletika, basketbal (3×3), cyklistika, futsal, esport a padel. Hry se původně měly konat od 3. do 14. dubna 2020, ale kvůli pandemii COVID-19 byla 3. března 2020 a pot0é ještě několikrát událost odložena.

## Sporty
Na hrách se konaly soutěže v 16 sportech: 
- Atletika
- Basketbal
- Cyklistika
- Esport
- Futsal
- Házená
- Judo
- Karate
- Lední hokej
- Padel
- Plavání
- Stolní tenis
- Střelba
- Šerm
- Tenis
- Volejbal